# Home Credit (holding)

Home Credit logo

Home Credit B.V. je mezinárodní holdingová společnost, nebankovní instituce sídlící v Nizozemsku, která byla založena v roce 1997 v Česku. Funguje v deseti zemích světa a zaměřuje se na lidi, kteří nemají žádnou úvěrovou historii. V roce 2016 firma měla 111 milionů zákazníků. Hlavním akcionářem společnosti je s 88,6 % podílem PPF, soukromá mezinárodní finanční a investiční skupina vlastněná dědici po českém podnikatelovi Petru Kellnerovi.